# Migelitka

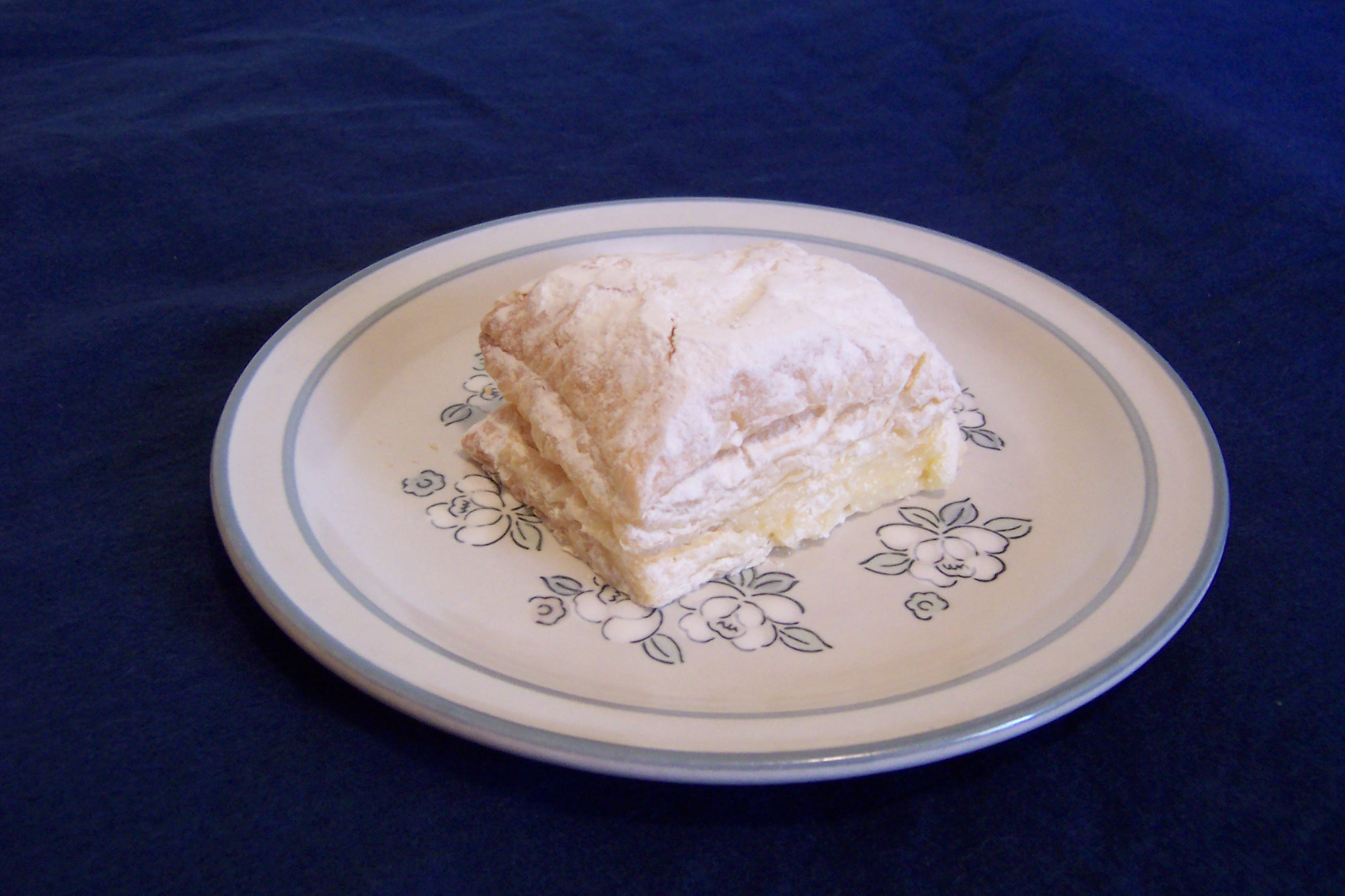
Migelitka

Migelitki lub miguelitos z La Rody (po kastylijsku  miguelitos de La Roda) – tradycyjne ciastka z La Rody (miasto w Hiszpanii, we wspólnocie autonomicznej Kastylia-La Mancha) składające się z ciasta francuskiego (listkowego), przełożonego kremem (np. budyniowym), posypane cukrem pudrem.
Spożywa się je zwykle z kawą, kompotem, cydrem lub miodem. Przypominają polskie kremówki.